# Pablo de Céspedes

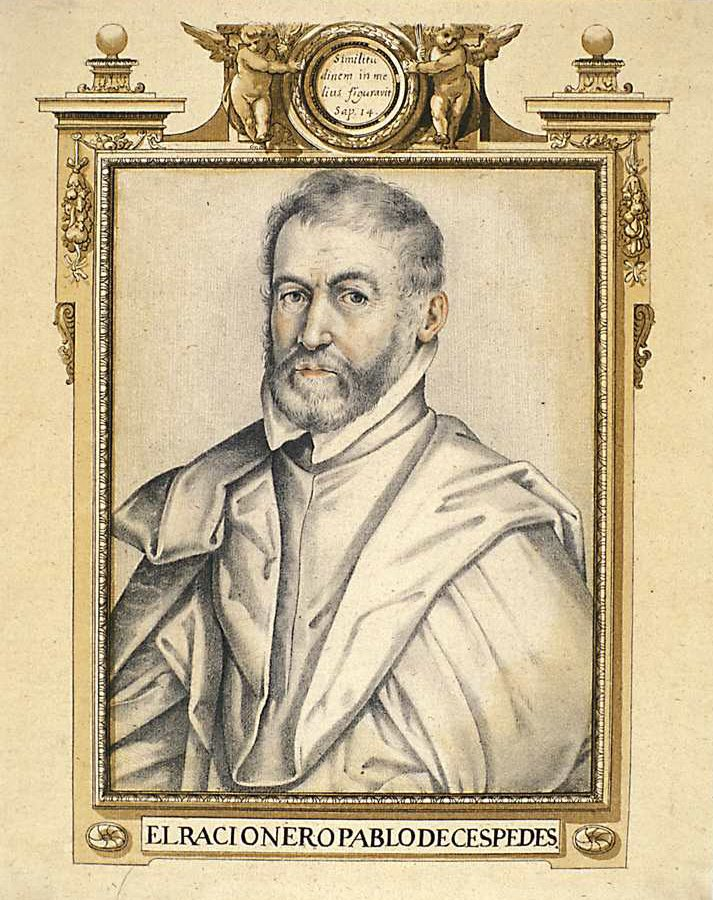
Porträtt av Pablo de Céspedes, Francisco Pacheco.

Pablo de Céspedes, född 1538 i Alcolea de Torote, Guadalajara, död 26 juli 1608 i Córdoba, var en spansk konstnär.
Céspedes studerade i Italien och var i Spanien representant för den italienska manierismen. Han utförde en mängd bilder för altaren i Córdoba och Madrid, fresker i katedralen Santa María de la Sede i Sevilla med mera. De Céspedes framträdde även som författare och diktare.